# Менделеевский район
Менделе́евский райо́н (тат. Менделеевск районы) — административно-территориальная единица и муниципальное образование (муниципальный район) в составе Республики Татарстан Российской Федерации. Расположен на правом берегу Камы и на реке Тойма (приток Камы), в 238 километрах от Казани. Административный центр — Менделеевск. На начало 2020 года численность населения района составила 30 064 человека.
Первые поселения на территории современного Менделеевского района возникли в XVII веке. Основным толчком к развитию района стало создание Капитоном Ушковым в 1868 году химического завода, который на 2020 год является градообразующим предприятием.
В 2019 году в Менделеевске была создана ТОСЭР, она стала пятой в Республике Татарстан. На 2020 год резидентами территории являются четыре компании.

## География
Менделеевский муниципальный район на севере граничит с Удмуртской Республикой, на западе — с Елабужским районом, на юге — с Тукаевским и на востоке — с Агрызским районами Республики Татарстан. Общая площадь 746,4 км². Административный центр района — город Менделеевск.

## Герб и флаг
Совет Менделеевского муниципального района Республики Татарстан утвердил современные герб и флаг 5 марта 2007 года. На серебряном (белом) поле герба изображена лазоревая колба, в которой композиция с подковой и подвешенным над ней стременем — эти элементы заимствованы у фамильного герба рода Менделеевых, а колба олицетворяет ведущую отрасль экономики района — химическую промышленность. Цветки лилии по бокам колбы символизируют природные богатства района. Лазоревый цвет указывает на водные особенности района, поскольку он расположен на берегу Камского водохранилища. Флаг разработан на основе герба и представляет собой прямоугольное бело-голубое полотнище, но вместо колбы голубой фон представляет собой треугольник, белый цвет находится сверху слева у древка и справа у свободного края.

## История

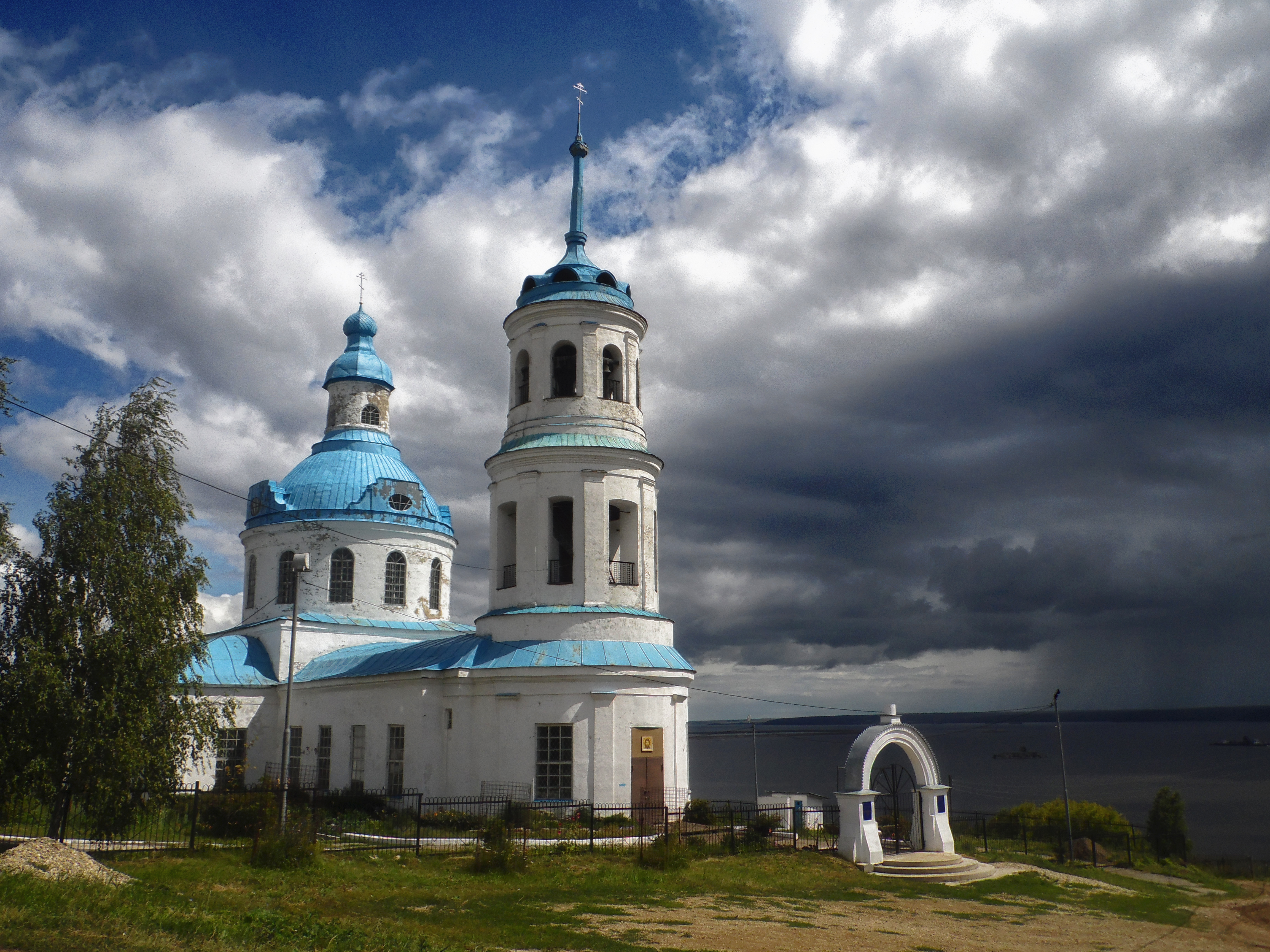
Богоявленская церковь в Тихих горах

### Предыстория
Первые поселения на территории современного Менделеевского района датируются XVII—XVIII веками. Основными пунктами в этот период были село Тихие Горы, деревня Бондюго и село Камашево. Они входили в состав Кураковской волости Елабужского уезда Вятской губернии.
Известный уроженец села Бондюга — Егор Ушков, он открыл мастерскую по крашению домотканых холстов и пряжи, вероятно, даже занимался контрабандой. Ушков довольно быстро разбогател. На накопления его старший сын Яков скупил окрестные земли, а уже его сын — Капитон Ушков — в 1868 году открыл небольшой завод по производству хромпика неподалёку от татарской деревни Кокшан. Со временем сын Капитона Пётр расширил производство, построив новые цеха и внедрив новые технологии, сделав предприятие важным рабочим местом в области. В 1915 году на завод приехал Лев Карпов — организатор химической промышленности в стране. Он помог улучшить работу предприятия и организовать производство хлороформа, хлоргидрата, хлорида серы, медного купороса, хлорида кальция и жидкого хлора. На предприятии трудились бывшие крепостные крестьяне, а прибыль исчислялась сотнями миллионов рублей. После 1917 года территория современного Мендлеевского района именовалась Бондюжским районом — по названию промышленной деревни.
До 1921 года территория района относилась к Вятской губернии, с 1921-го — к Елабужскому, а с 1928-го — к Челнинскому кантонам ТАССР. Район образован 10 августа 1930 года как Бондюжский район. 20 января 1931 года район был ликвидирован, территория целиком отошла к Елабужскому району. Район восстановили 10 февраля 1935 года, 28 октября 1960 года к нему присоединили часть территории упразднённого Красноборского района. В 1963 году в результате укрупнения единиц ТАССР Бондюжский район был упразднён, а его территории снова вошли в состав Елабужского, сам посёлок городского типа Бондюга преобразовали в город районного подчинения и переименовали в Менделеевск 11 августа 1967 года. В 1980-е годы в районе открылось ещё одно предприятие отрасли — Новоменделеевский химический завод по производству аммиачной селитры, ценнейшего удобрения. 15 августа 1985 года вокруг города Менделеевска был образован одноимённый район, выделенный из состава Елабужского.

### Современность
С 2006 по 2010 год район возглавлял Рустам Гафаров. Его сменил Тагир Харматуллин, но уже в 2012-м покинул свой пост по собственному желанию (в 2018-м ему было предъявлено обвинение по превышению должностных полномочий на посту руководителя Менделеевского и Тукаевского районов), после на должность главы района назначили Игоря Привалова, в 2015-м он перешёл на другую должность. Затем по 2021 год Менделеевский район возглавлял Валерий Чершинцев.
В настоящее время Руководителем района является Беляев Радмир Ильдарович.

## Население

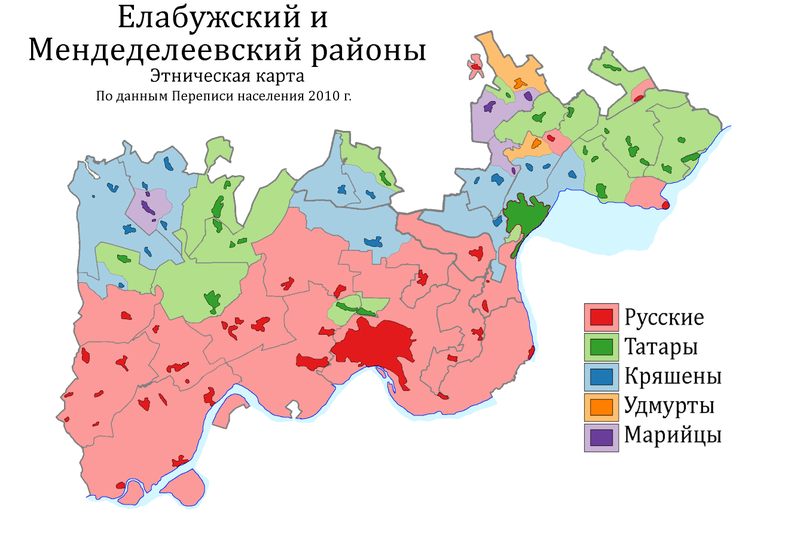
Этническая карта Елабужского и Менделеевского района

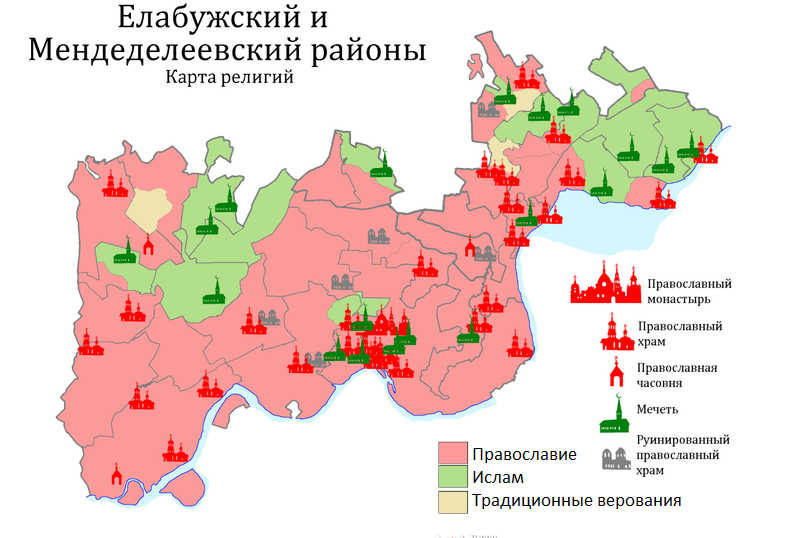
Религиозная карта Елабужского и Менделеевского района

В городских условиях (город Менделеевск) проживают 74,18 % населения района.
Согласно итогам Всероссийской переписи населения 2020 года (из числа указавших национальность), татары составляют 50,9 % населения района, русские - 37,6%. 
| 2002    | 2003    | 2004    | 2005    | 2006    | 2007    | 2008    |
| ------- | ------- | ------- | ------- | ------- | ------- | ------- |
| 30 539  | ↘29 700 | ↗30 600 | ↘30 405 | ↘30 291 | ↗30 432 | ↗30 439 |
| 2009    | 2010    | 2011    | 2012    | 2013    | 2014    | 2015    |
| →30 439 | ↘30 377 | ↘30 374 | ↘30 365 | ↗30 376 | ↘30 337 | ↘30 321 |
| 2016    | 2017    | 2018    | 2019    | 2021    |         |         |
| ↘30 273 | ↗30 284 | ↗30 370 | ↘30 264 | ↗30 839 |         |         |

## Муниципально-территориальное устройство
В Менделеевском муниципальном районе 1 городское и 14 сельских поселений и 36 населённых пунктов в их составе.
| №        | Муниципальное образование              | Административный центр | Количество населённых пунктов | Население | Площадь, км² |
| -------- | -------------------------------------- | ---------------------- | ----------------------------- | --------- | ------------ |
| 1e-06    | Городское поселение                    |                        |                               |           |              |
| 1        | город Менделеевск                      | город Менделеевск      | 1                             | ↗22 875   |              |
| 1.000002 | Сельские поселения                     |                        |                               |           |              |
| 2        | Абалачевское сельское поселение        | деревня Абалачи        | 2                             | ↘376      |              |
| 3        | Бизякинское сельское поселение         | село Бизяки            | 5                             | ↘1074     |              |
| 4        | Брюшлинское сельское поселение         | деревня Брюшли         | 1                             | →167      |              |
| 5        | Енабердинское сельское поселение       | деревня Енабердино     | 5                             | ↗523      |              |
| 6        | Ижевское сельское поселение            | село Ижевка            | 1                             | →982      |              |
| 7        | Камаевское сельское поселение          | село Камаево           | 1                             | ↗408      |              |
| 8        | Монашевское сельское поселение         | село Монашево          | 5                             | ↘1020     |              |
| 9        | Мунайкинское сельское поселение        | деревня Мунайка        | 1                             | ↘512      |              |
| 10       | Псеевское сельское поселение           | деревня Псеево         | 4                             | ↘526      |              |
| 11       | Старогришкинское сельское поселение    | село Старое Гришкино   | 3                             | ↘590      |              |
| 12       | Татарско-Челнинское сельское поселение | село Татарские Челны   | 1                             | →342      |              |
| 13       | Тихоновское сельское поселение         | село Тихоново          | 2                             | ↘812      |              |
| 14       | Тойгузинское сельское поселение        | деревня Тойгузино      | 2                             | ↘188      |              |
| 15       | Тураевское сельское поселение          | село Тураево           | 2                             | ↘514      |              |

| №  | Населённый пункт   | Тип     | Население | Муниципальное образование              |
| -- | ------------------ | ------- | --------- | -------------------------------------- |
| 1  | Абалачи            | деревня |           | Абалачевское сельское поселение        |
| 2  | Актазики           | деревня |           | Монашевское сельское поселение         |
| 3  | Ашпайково          | деревня |           | Енабердинское сельское поселение       |
| 4  | Бизяки             | село    |           | Бизякинское сельское поселение         |
| 5  | Брюшли             | деревня | ↘167      | Брюшлинское сельское поселение         |
| 6  | Енабердино         | деревня |           | Енабердинское сельское поселение       |
| 7  | Ижевка             | село    | ↘982      | Ижевское сельское поселение            |
| 8  | Икское Устье       | село    |           | Бизякинское сельское поселение         |
| 9  | Илькино            | деревня |           | Старогришкинское сельское поселение    |
| 10 | Ильнеть            | село    |           | Монашевское сельское поселение         |
| 11 | Камаево            | село    | ↘404      | Камаевское                             |
| 12 | Карманково         | деревня |           | Старогришкинское сельское поселение    |
| 13 | Куразово           | деревня |           | Псеевское сельское поселение           |
| 14 | Кураково           | село    |           | Енабердинское сельское поселение       |
| 15 | Максимково         | деревня |           | Енабердинское сельское поселение       |
| 16 | Марийское Текашево | деревня |           | Бизякинское сельское поселение         |
| 17 | Менделеевск        | город   | ↗22 875   | город Менделеевск                      |
| 18 | Монашево           | село    |           | Монашевское сельское поселение         |
| 19 | Мунайка            | деревня | ↘516      | Мунайкинское сельское поселение        |
| 20 | Новый Кокшан       | село    |           | Монашевское сельское поселение         |
| 21 | Псеево             | деревня |           | Псеевское сельское поселение           |
| 22 | Русский Сарсаз     | деревня |           | Тойгузинское сельское поселение        |
| 23 | Салтыковка         | деревня |           | Тихоновское сельское поселение         |
| 24 | Сетяково           | село    |           | Бизякинское сельское поселение         |
| 25 | Старое Гришкино    | село    |           | Старогришкинское сельское поселение    |
| 26 | Тагаево            | деревня |           | Абалачевское сельское поселение        |
| 27 | Татарские Челны    | село    | ↘342      | Татарско-Челнинское сельское поселение |
| 28 | Татарский Ахтиял   | деревня |           | Тураевское сельское поселение          |
| 29 | Татарский Кокшан   | деревня |           | Монашевское сельское поселение         |
| 30 | Татарский Сарсаз   | село    |           | Псеевское сельское поселение           |
| 31 | Татарское Текашево | деревня |           | Бизякинское сельское поселение         |
| 32 | Тихоново           | село    |           | Тихоновское сельское поселение         |
| 33 | Тойгузино          | деревня |           | Тойгузинское сельское поселение        |
| 34 | Тойма              | село    |           | Енабердинское сельское поселение       |
| 35 | Тукай              | деревня |           | Псеевское сельское поселение           |
| 36 | Тураево            | село    |           | Тураевское сельское поселение          |

## Экономика

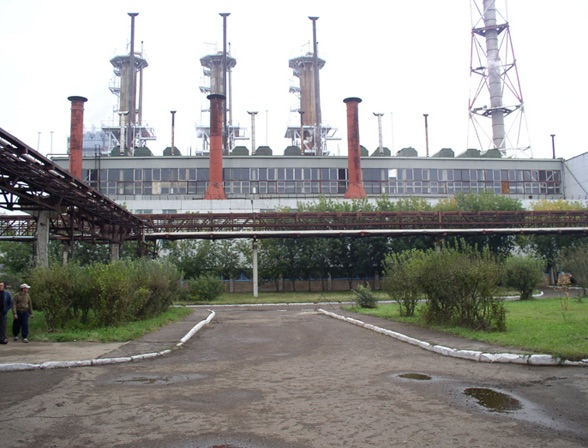
Химзавод в Менделеевске

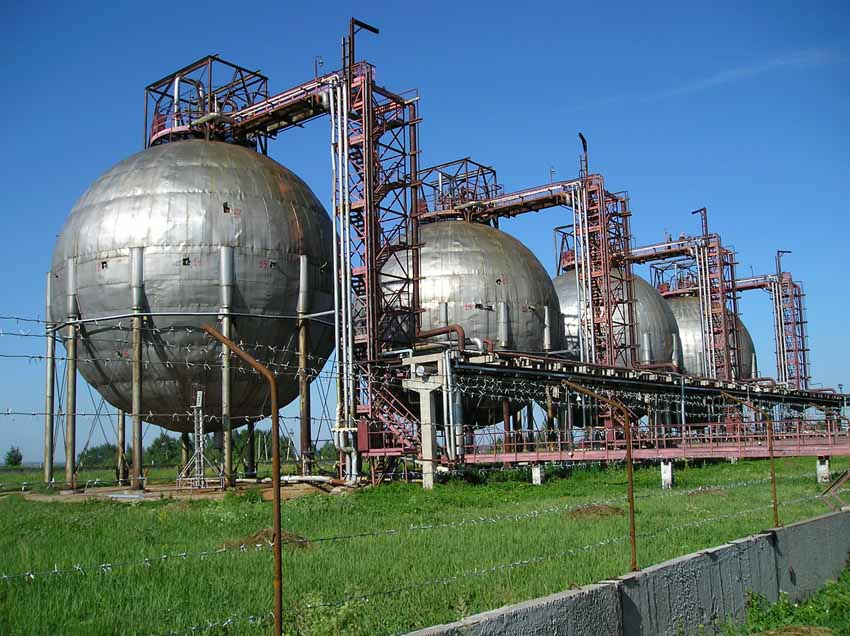
Комплекс для хранения аммиака

### Промышленность
Для Менделеевского района характерно производство продуктов основной химии, минеральных удобрений, добыча нефти и попутного газа, в недрах сосредоточены значительные запасы сырья для стройматериалов и высококачественная подземная пресная и минеральная вода. В Менделеевске работают такие крупные предприятия, как «Прикамнефть», «Кама Сакс», «Спецстрой» и другие.
Главным предприятием района является Химический завод имени Карпова, основанный семьёй Ушковых в 1868 году. Завод занимается выпуском и реализацией химической продукции, пищевых добавок и реактивов, в том числе фармакопеи. В октябре 2019 года контрольный пакет акций предприятия выкупила московская компания «Джиэсэм Кемикэл». Чистая прибыль завода в то время составляла 4,8 млн рублей, выручка — 828,2 млн.
В 1990-х годах одним из градообразующих предприятий района была компания «Менде-Росси», которой владели братья Гвидон и Ара Мирибян. Предприятие выпускало товары массового спроса и продукты питания, в комплекс входили фабрика по пошиву обуви, колбасное производство, мини-завод по производству хлебобулочных изделий, мебельная фабрика. В 1996 году финансовое положение компании ухудшилось из-за страсти владельцев к азартным играм, к 2001 году у «Менде-Росси» накопился долг более 60 млн рублей. В ходе многочисленных проверок братьев обвинили по нескольким статьям, среди которых «Мошенничество», «Злоупотребление полномочиями» и «Фиктивное банкротство». В 2018 году компания была ликвидирована.
В 2006 году в административном центре зарегистрировали юридическое лицо «Аммоний», в 2016-м он поглотил «Менделеевсказот», работающий с 1983 года. Предприятие занимается выпуском минеральных удобрений. С 2011 по 2016-й на заводе обновляли промышленный комплекс, официальный запуск нового производственного комплекса состоялось в 2015-м. Средства на реконструкцию частично выделила госкорпорация «ВЭБ.РФ», с учётом процентов сумма долга «Аммония» составила $2,2 млрд. В 2016-м компания подписала с Токио документ на реализацию похожего проекта — «Аммоний-2». Однако задолженность по кредиту продолжала расти. Завод получил субсидию из федерального бюджета в размере 153 млн рублей, собственная выручка в 2019-м оказалась всего 2 млрд рублей. В 2019-м ВЭБ переуступил долг компании «Азот» за $900 млн и дал отсрочку до 2025 года. Предприятие также планировало инвестировать в развитие «Аммония» около 12 млрд рублей.
За январь-сентябрь 2020 года в районе отгружено товаров собственного производства по чистым видам экономической деятельности на 14,3 млрд рублей.

### Сельское хозяйство
Основными культурами Менделеевского района являются рожь, ячмень, овёс, горох, картофель. Для местных предпринимателей действуют государственные программы «Поддержка начинающих фермеров», «Развитие семейных животноводческих ферм», «Лизинг-грант». За сельхозпредприятиями (к ним относится восемь обществ с ограниченной ответственностью и более 50 крестьянских фермерских хозяйств) закреплено более 32 тыс. га пашни. В 2018-м в районе создано четыре сельскохозяйственных потребительских кооператива. В том же году производство валовой продукции сельского хозяйства составило более 1 млрд рублей, а валовой сбор зерна — 33,8 тыс. тонн. По уровню развития сельского хозяйства на 2016 год район находится на 42-й (предпоследней) позиции в республике, поскольку это не основная деятельность района (в 2019-м — уже на 36-й), по производству молока на 2019-й район также входит в число аутсайдеров Татарстана: всего 14 тонн в сутки, тогда как лидер республики — Кукмор — производит 300 тонн. В первой половине 2020 года валовая продукция сельского хозяйства района составила всего 151 млн рублей.

### Инвестиционный потенциал
Понимая сложность развития сельского хозяйства и сильные стороны в виде месторождений, район делает ставку на развитие промышленности. Так, в 2016 году приступили к реализации проекта создания агропромышленного парка «Аммоний Агро». Его возведут в 10 км от Менделеевска, рядом с заводом «Аммоний». Основой производства станет выпуск удобрений. Общая площадь парка составляет 50 га, объём инвестиций на 2016 год составил 1,2 млрд рублей. Среди резидентов парка компания «Гранд-М Трейд» (100 млн инвестиций) и «Джиэсэм Кемикэл» (вложили 200,9 млн рублей). Открытие парка было назначено на весну 2018 года, а завершение основных этапов развития — к 2020 году.
Руководство ОЭЗ «Алабуга» в 2017 году выкупило в Менделеевском районе 487 га за 1,1 млрд рублей на строительство собственного индустриального парка. Предполагаемая площадка предназначена для новых производств, перерабатывающих продукцию «Аммония».
В 2019 году на территории Менделеевска была создана ТОСЭР — пятая и самая молодая в республике территория для развития малого и среднего бизнеса в особых экономических условиях. Минимальный входной порог для резидентов меньше регионального: инвестиции 2,5 млн рублей и создание не менее 10 рабочих мест в первый год работы. На 2020 год в Менделеевске четыре резидента, а власти города объявили, что подготовлены документы ещё по четырём проектам.
В январе-июне общий объём инвестиций в основной капитал района без учёта бюджетных средств составил 377 млн рублей

### Транспорт
Общая протяжённость всех автомобильных дорог в районе составляет 397,72 км. Основные автодороги: М7 (Волга) «Елабуга — Ижевск — Пермь», «Набережные Челны — Менделеевск — Терси — Агрыз». Пассажирские перевозки в районе представлены четырьмя городскими, четырьмя пригородными и двумя междугородними автобусными маршрутами. Основными железнодорожными станциями являются Менделеевск, Тойма и Тихоново. Кроме того, есть две ведомственные железные дороги: «Химзавод имени Л. Я. Карпова» протяжённостью 16,2 км (от станции Тойма до химзавода) и «Менделеевсказот» длиной 14,5 км. Другие районные железнодорожные станции и остановочные пункты или платформы в районе (от Агрыза): 230 км (о.п.), Тойма (ст.), 217 км (о.п.),|212 км (о.п.), Менделеевск (ст.), Тихоново (ст.), 198 км (пл.), на ветке к промзоне — Заводская (ст.).
Кроме этого в районе имеются пристани в Менделеевске и сёлах Ижёвка и Икское Устье.

## Экология

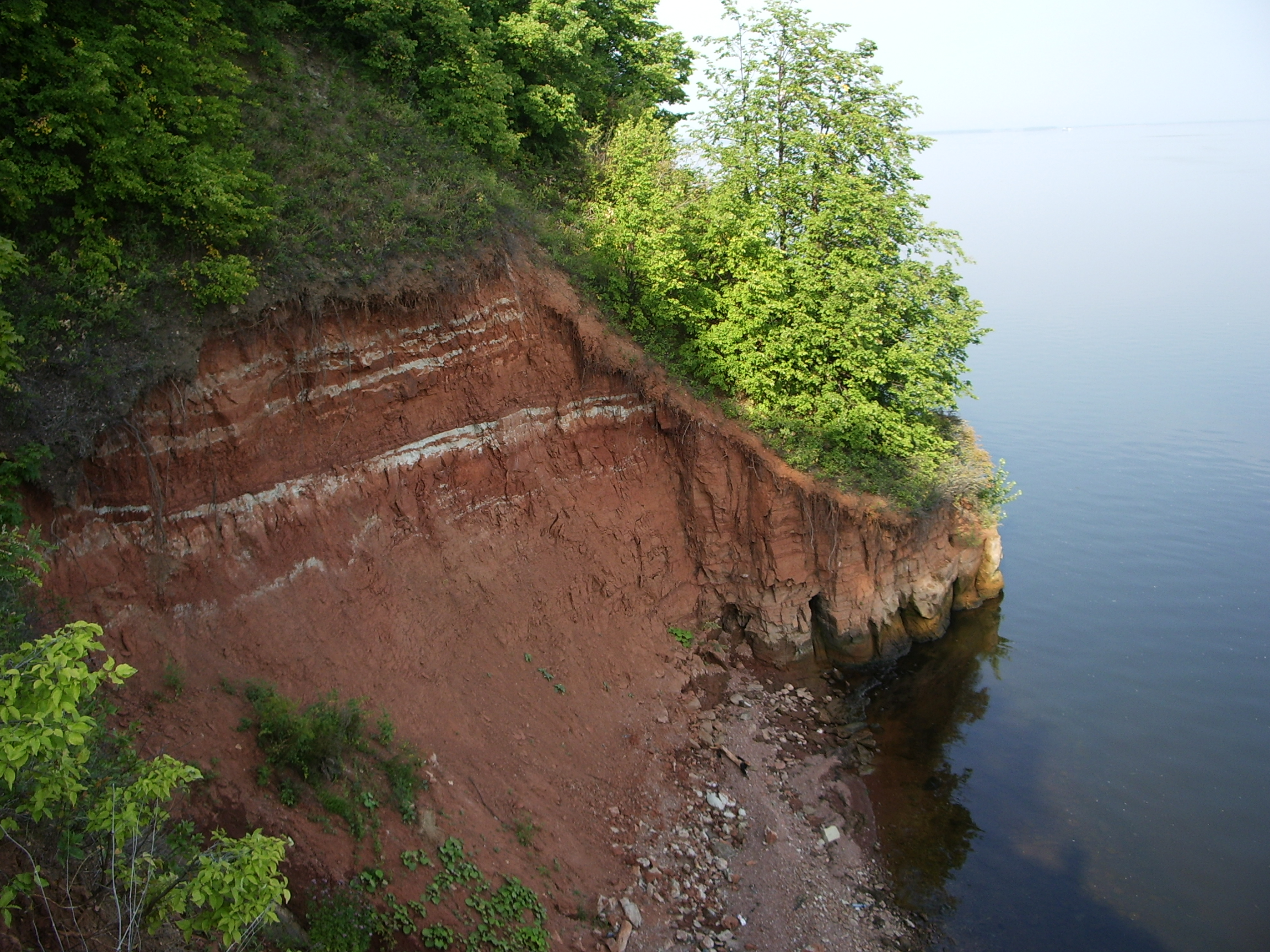
Глиняный обрыв реки Камы

В Менделеевске в 1999-м создана особо охраняемая территория, имеющая статус историко-культурной и природной. Её площадь составляет 5,1 га и включает в себя природный участок на берегу реки Тоймы с усадьбой заводчиков Ушковых. В парке растут сосна, пихта, лиственница, липа, клён, тополь, рябина.
Работающий с опасными химическими веществами, завод «Аммоний» регулярно занимается уменьшением негативного влияния на экологию. Так, предприятие отказалось от сброса стоков в Каму. По данным экологов надзорных органов, максимальная концентрация загрязняющих веществ атмосферы от завода при самых неблагоприятных метеоусловиях не превышает допустимых значений.

## Социальная сфера

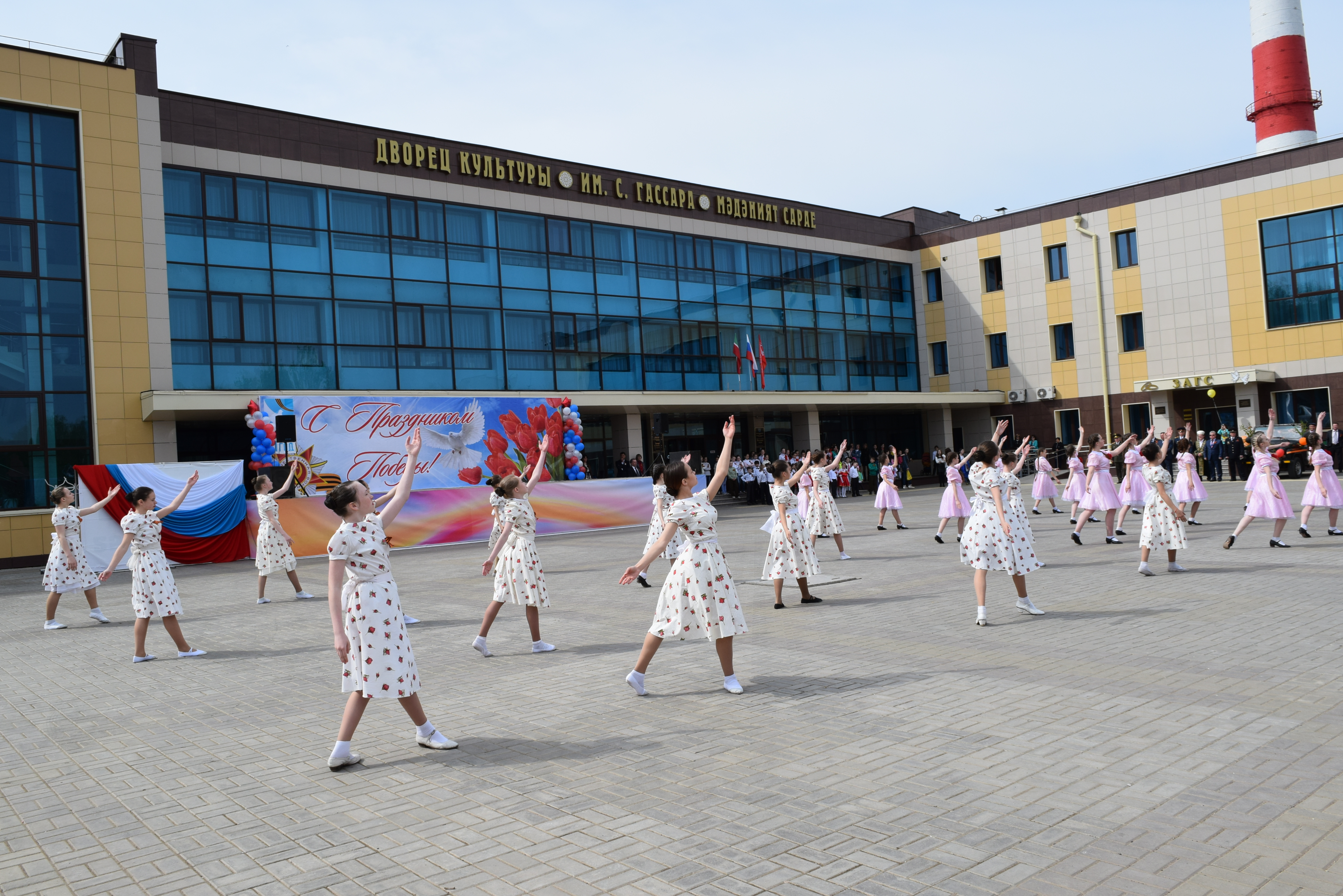
Празднование Дня Победы

В Менделеевском районе числится 24 общеобразовательные школы, 21 дошкольное учреждение, одно профессиональное училище, центр детского творчества и детская школа искусств, 22 библиотеки, Дворец культуры имени Гассара и краеведческий музей. Всего в районе 109 спортивных объектов с секциями по 26 видам спорта. Татарский язык и литературу преподают во всех районных школах. Крупнейшее медучреждение района — Центральная больница на 147 коек со станцией скорой медицинской помощи и 22 фельдшерско-акушерскими пунктами.
Доля доходов от туристско-рекреационных услуг в бюджете Менделеевского муниципального района составляет менее 1 %. В районе 14 объектов культурного наследия Татарстана, среди них Церковь Богоявления в селе Тихие Горы, которая была возведена в 1818 году. Среднегодовое количество посетителей районных этнографических музеев всего 550 человек. В 2016-м состоялась оценка туристического потенциала, наиболее перспективными считаются город Менделеевск, Ижевское и Тураевское сельские поселения, в районе создали два крупных экскурсионных маршрута — «Менделеевск: история и современность» (по исторической оси города от бывших усадеб помещика Камашева, купцов Ушковых до Богоявленского храма в село Тихие Горы) и «Менделеевск — город боевой славы» (посвящённый героям Советского Союза).